# Suazilandia en los Juegos Olímpicos de Londres 2012
Suazilandia estuvo representada en los Juegos Olímpicos de Londres 2012 por un total de 3 deportistas (2 hombres y 1 mujer), que compitieron en 2 deportes.
El portador de la bandera en la ceremonia de apertura fue el nadador Luke Hall. El equipo olímpico suazi no obtuvo ninguna medalla en estos Juegos.

## Deportistas
La siguiente tabla muestra el número de deportistas en cada disciplina:
| Deporte   | Hombres | Mujeres | Total |
| --------- | ------- | ------- | ----- |
| Atletismo | 1       | 1       | 2     |
| Natación  | 1       | 0       | 1     |
| Total     | 2       | 1       | 3     |

## Atletismo
Masculino
| Atleta             | Evento | Series    | Series   | Semifinal | Semifinal | Final     | Final     |
| Atleta             | Evento | Resultado | Posición | Resultado | Posición  | Resultado | Posición  |
| ------------------ | ------ | --------- | -------- | --------- | --------- | --------- | --------- |
| Sibusiso Matsenjwa | 200 m  | 20.93 RN  | 6        | No avanzó | No avanzó | No avanzó | No avanzó |

Femenino
| Atleta            | Evento | Series    | Series   | Semifinal | Semifinal | Final     | Final     |
| Atleta            | Evento | Resultado | Posición | Resultado | Posición  | Resultado | Posición  |
| ----------------- | ------ | --------- | -------- | --------- | --------- | --------- | --------- |
| Phumlile Ndzinisa | 400 m  | 53.95     | 6        | No avanzó | No avanzó | No avanzó | No avanzó |

## Natación
Suazilandia clasificó un nadador por invitación de la FINA.
Masculino
| Atleta    | Evento     | Series | Series   | Semifinal | Semifinal | Final     | Final     |
| Atleta    | Evento     | Tiempo | Posición | Tiempo    | Posición  | Tiempo    | Posición  |
| --------- | ---------- | ------ | -------- | --------- | --------- | --------- | --------- |
| Luke Hall | 50 m libre | 23.48  | 36       | No avanzó | No avanzó | No avanzó | No avanzó |